# Língua galóli

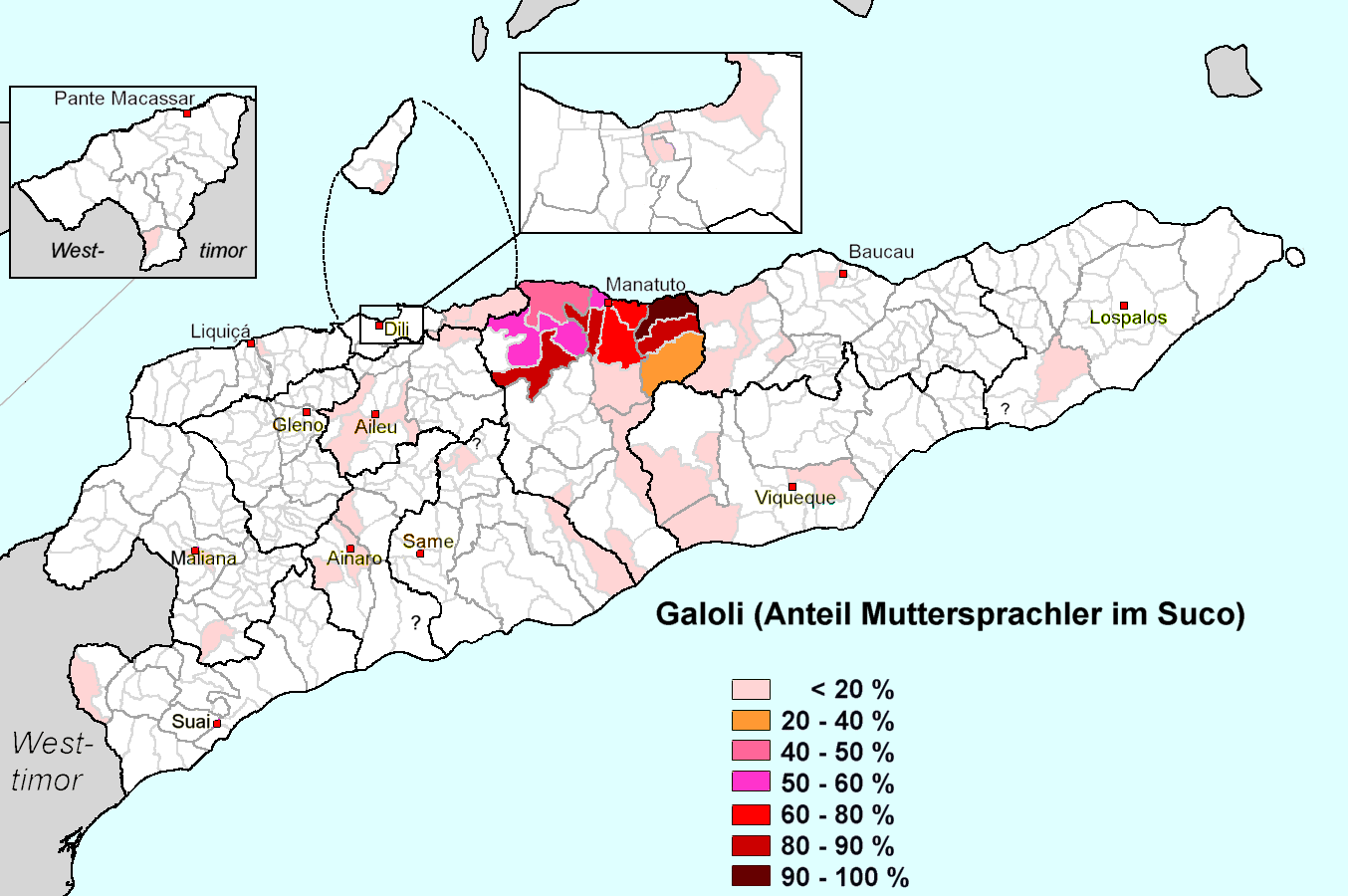
Percentagem da população do Timor-Leste que usa o galóli como língua materna nos sucos do Timor-Leste, segundo o censo 2010

O galóli  (também chamado  galolen, galole, galolem ou galolin ) é uma língua falada no norte do distrito de Manatuto, em Timor-Leste. Com cerca de 50 mil falantes, é uma das  línguas nacionais do país mas não goza do estatuto de língua oficial - atribuído somente ao tétum e ao português.
Os Galoli, ou Galolen, são um povo de Timor Leste com uma população de 50 mil pessoas primariamente no litoral norte de Manatuto (município). Ao leste vivem os Mambais, falantes da língua Mambai. Há uma antiga colônia na costa sul da ilha Wetar, os Talo, que falam o dialeto Talur.

## História
Como a área foi usada como um centro comercial para diferentes culturas, há um grande número de palavras de origem estrangeira no vocabulário, principalmente a partir de línguas das Molucas e da língua malaia.

## Clasificação
O galóli é de origem austronésica ou malaio-polinésia e apesar de não ser, percentualmente, uma das principais línguas de Timor-Leste, assume alguma importância no país, sobretudo depois de ter sido adotado pela Igreja Católica no distrito de Manatuto e, por isso, fixado em gramáticas e dicionários. 

## Dialetos
O galóli se apresenta nos seguintes dialetos: manatuto (vila), wetar (iliwaki), lakloo (lacló) e laleia.

## Escrita
A língua Galoli usa uma forma muito simplificada do alfabeto latino sem as letras C, F, J, P, Q, V. W, X, X Y, Z.